# Naldinho
Naldinho, pseudonimo di Erivonaldo Florencio de Oliveira Filho (Caruaru, 12 maggio 1990), è un ex calciatore brasiliano, di ruolo centrocampista.

## Carriera
Ha giocato 5 partite nella massima serie brasiliana nella stagione 2012 e 18 partite nella seconda divisione brasiliana nelle stagioni 2011 e 2013, tutte con la maglia dello Sport Recife.

## Statistiche

### Presenze e reti nei club
Statistiche aggiornate al 30 ottobre 2021.
| Stagione                     | Squadra                      | Campionato                   | Campionato | Campionato | Coppe nazionali | Coppe nazionali | Coppe nazionali | Coppe continentali | Coppe continentali | Coppe continentali | Altre coppe | Altre coppe | Altre coppe | Totale | Totale |
| Stagione                     | Squadra                      | Comp                         | Pres       | Reti       | Comp            | Pres            | Reti            | Comp               | Pres               | Reti               | Comp        | Pres        | Reti        | Pres   | Reti   |
| ---------------------------- | ---------------------------- | ---------------------------- | ---------- | ---------- | --------------- | --------------- | --------------- | ------------------ | ------------------ | ------------------ | ----------- | ----------- | ----------- | ------ | ------ |
| 2010                         | Central-PE                   | D                            | 3          | 0          |                 | -               | -               |                    | -                  | -                  |             | -           | -           | 3      | 0      |
| 2011                         | Porto-PE                     | A1/PE                        | 9          | 2          |                 | -               | -               |                    | -                  | -                  |             | -           | -           | 9      | 2      |
| 2011                         | Sport Recife                 | B                            | 17         | 2          |                 | -               | -               |                    | -                  | -                  |             | -           | -           | 17     | 2      |
| 2012                         | Sport Recife                 | A1/PE+A                      | 5+5        | 0          | CB              | 2               | 0               |                    | -                  | -                  |             | -           | -           | 12     | 0      |
| 2013                         | São Bernardo                 | A1/SP                        | 8          | 1          |                 | -               | -               |                    | -                  | -                  |             | -           | -           | 8      | 1      |
| 2013                         | Sport Recife                 | B                            | 1          | 0          |                 | -               | -               |                    | -                  | -                  |             | -           | -           | 1      | 0      |
| Totale Sport Recife          | Totale Sport Recife          | Totale Sport Recife          | 28         | 0          |                 | 2               | 0               |                    | -                  | -                  |             | -           | -           | 30     | 0      |
| 2016                         | ABC                          | PD/RN+C                      | 7+1        | 0          | CB              | 2               | 0               |                    | -                  | -                  |             | -           | -           | 10     | 0      |
| 2017                         | Central-PE                   | A1/PE                        | 3          | 0          |                 | -               | -               |                    | -                  | -                  |             | -           | -           | 3      | 0      |
| 2017                         | Decisão                      | A2/PE                        | 4          | 0          |                 | -               | -               |                    | -                  | -                  |             | -           | -           | 4      | 0      |
| 2018                         | Flamengo de Arcoverde        | A1/PE+D                      | 8+3        | 0          |                 | -               | -               |                    | -                  | -                  |             | -           | -           | 11     | 0      |
| 2019                         | Flamengo de Arcoverde        | A1/PE                        | 5          | 0          |                 | -               | -               |                    | -                  | -                  |             | -           | -           | 5      | 0      |
| Totale Flamengo de Arcoverde | Totale Flamengo de Arcoverde | Totale Flamengo de Arcoverde | 16         | 0          |                 | -               | -               |                    | -                  | -                  |             | -           | -           | 16     | 0      |
| Totale carriera              | Totale carriera              | Totale carriera              | 79         | 5          |                 | 4               | 0               |                    | -                  | -                  |             | -           | -           | 83     | 5      |

## Palmarès

### Club

#### Competizioni regionali
- Copa do Nordeste: 1

Sport Recife: 2014

#### Competizioni statali
- Campionato Pernambucano: 1

Sport Recife: 2014
- Campionato Potiguar: 1

ABC: 2016